# Что бы ты выбрал?
«Что бы ты выбрал?» — художественный телефильм Динары Асановой.
Четверо друзей-третьеклассников проживают в старом ленинградском доме, учатся в одном классе и пытаются понять своих родителей и учителей.

## В ролях
- Анвар Асанов — Володя
- Марина Кривицкая — Марина
- Настя Никольская — Настя
- Ярослав Яковлев — Ярослав
- Феликс Равдоникас — Пульнев
- Елена Соловей — мама Насти
- Екатерина Васильева — мама Володи
- Лидия Федосеева-Шукшина — мама Марины
- Тыну Оя — Килистик
- Иван Краско — директор школы
- Георгий Волчек — эпизод
- Валентина Пугачёва — гостья с караваем
- Любовь Тищенко — гостья на свадьбе
- Сергей Иванов — гость на свадьбе
- Валерий Приёмыхов — жених
- Зиновий Гердт — голос рассказчика

## Съёмочная группа
- Автор сценария: Александр Кургатников
- Режиссёр: Динара Асанова
- Оператор: Владимир Ильин
- Композитор: Виктор Кисин
- Звукооператор: Алиакпер Гасан-Заде
- Автор песен: Булат Окуджава
- Рабочее название фильма — «Кедровая шишка»[1]. Главные детские роли исполняют сын режиссёра Динары Асановой Анвар (в титрах Володя) и дочь второго режиссёра Людмилы Кривицкой Марина. В фильме звучит песня Булата Окуджавы «Солнышко сияет, музыка играет…» в исполнении детей.